# Anagrus takeyanus
Anagrus takeyanus is een vliesvleugelig insect uit de familie Mymaridae. De wetenschappelijke naam is voor het eerst geldig gepubliceerd in 1977 door Gordh.